# أليصابات
أليصابات (بالعبرية: אֱלִישָׁבַע؛ باليونانية: Ἐλισάβετ) بحسب إنجيل لوقا هي زوجة زكريا وأم يوحنا المعمدان (يحيى بن زكريا). وبحسب التقاليد الكنسيَّة هي أيضًا ابنة خالة مريم العذراء؛ إذ كان للقديسة حنة والدة مريم العذراء شقيقة تدعى ايسميريا وهي والدة أليصابات؛ ووفقًا للتقاليد المسيحية هي شقيقة إليود جد القديس سيرفاتوس.

## التسمية
أليصابات هي التسمية اليونانية لاسم لفظه بالعبرية "إليشيبا" أو "اليشبع" أي (الله قسم) ومعناه المكرسة للرب، وهو اسم امرأة تقية من سبط لاوي ومن بيت هارون. واسمها في العبرية هو نفس اسم امرأة هارون "اليشبع". وبالإنجليزية هو إليزابيث وقد استخدم العرب الاسم "اليَصابات" من اليونانية كما في كتب التاريخ العربي.

## النسب
يشير البعض من الباحثين أن مريم العذراء من سبط لاوي وذلك استنادًا إلى كون أليصابات قريبتها متزوجة من هذا السبط ولا يحق لليهود الزواج من غير سبطهم حسب تشريع سفر العدد، وتعتبر هذه النظرية الرسمية لدى الكنيسة القبطية الأرثوذكسية، وكذلك الإسلام.

## في الكتاب المقدس

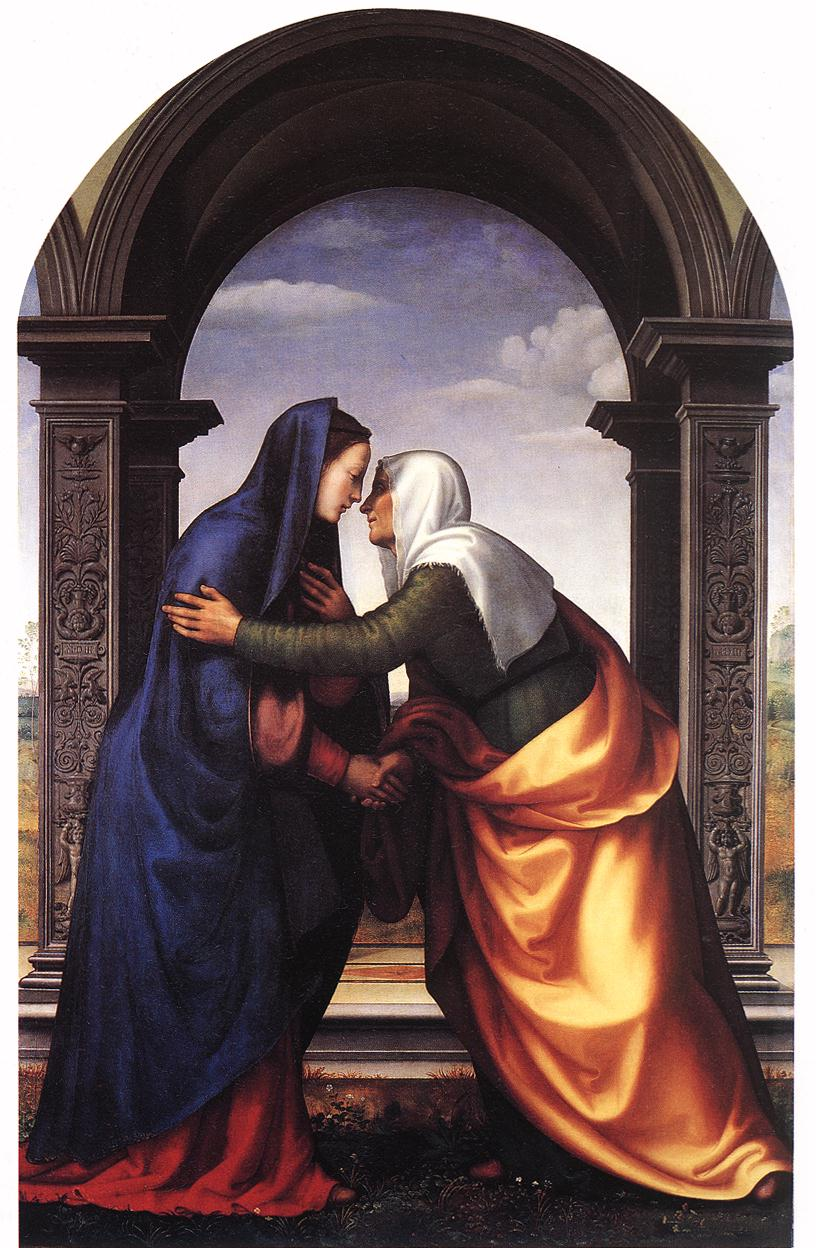
تخيل ماريوتو ألبرتينيلي لأليصابات (على اليمين)، مع مريم العذراء.

بحسب إنجيل لوقا فإنه عندما كانت أليصابات في الشهر السادس من حملها بيوحنا المعمدان، وَفِي الشَّهْرِ السَّادِسِ أُرْسِلَ جِبْرَائِيلُ الْمَلاَكُ مِنَ اللهِ إِلَى مَدِينَةٍ مِنَ الْجَلِيلِ اسْمُهَا نَاصِرَةُ، إِلَى عَذْرَاءَ مَخْطُوبَةٍ لِرَجُل مِنْ بَيْتِ دَاوُدَ اسْمُهُ يُوسُفُ. وَاسْمُ الْعَذْرَاءِ مَرْيَمُ. فَدَخَلَ إِلَيْهَا الْمَلاَكُ وَقَالَ: «سَلاَمٌ لَكِ أَيَّتُهَا الْمُنْعَمُ عَلَيْهَا! اَلرَّبُّ مَعَكِ. مُبَارَكَةٌ أَنْتِ فِي النِّسَاءِ».لوقا 26:1-28] بيّن الملاك لمريم أيضًا أن قريبتها (بحسب التقليد الكنسي ابنة خالتها) أليصابات حامل: وَهُوَذَا أَلِيصَابَاتُ نَسِيبَتُكِ هِيَ أَيْضًا حُبْلَى بِابْنٍ فِي شَيْخُوخَتِهَا، وَهذَا هُوَ الشَّهْرُ السَّادِسُ لِتِلْكَ الْمَدْعُوَّةِ عَاقِرًا،لوقا 36:1] فَقَالَتْ مَرْيَمُ: «هُوَذَا أَنَا أَمَةُ الرَّبِّ. لِيَكُنْ لِي كَقَوْلِكَ». فَمَضَى مِنْ عِنْدِهَا الْمَلاَكُ.لوقا 38:1]
انتقلت مريم العذراء إثر زواجها إلى أليصابات في جبال يهوذا حسب إنجيل لوقا، فَقَامَتْ مَرْيَمُ فِي تِلْكَ الأَيَّامِ وَذَهَبَتْ بِسُرْعَةٍ إِلَى الْجِبَالِ إِلَى مَدِينَةِ يَهُوذَا،لوقا 39:1] ويحددها التقليد المسيحي بأنها عين كارم إلى الجنوب الغربي من القدس، وقد مكثت هناك إلى ما بعد ولادة يوحنا المعمدان، أي حوالي ثلاث أشهر.
تُعتبر زيارة العذراء إلى أليصابات من المحطات الهامة في أحداث الميلاد، وقد خصصت لها الكنيسة أسبوعًا خاصًا من أسابيع زمن الميلاد السبعة، وكذلك تقيم تذكارًا لذلك في 2 يوليو من كل عام. ينفرد إنجيل لوقا بذكر الحادثة، ويبدأ بذكر: فَقَامَتْ مَرْيَمُ فِي تِلْكَ الأَيَّامِ وَذَهَبَتْ بِسُرْعَةٍ إِلَى الْجِبَالِ إِلَى مَدِينَةِ يَهُوذَا،لوقا 39:1] دون مزيد من الإيضاح ما دفع بعضًا من آباء الكنيسة للقول بأن الحدث قد تم عقب الزواج الاسمي من يوسف النجار والبعض الآخر أنه قد تم عقب البشارة ولحقه الزواج بيوسف، غير أن الرأي الأكثر شيوعًا أن الزيارة قد تمت بعد الزواج من يوسف، يتابع إنجيل لوقا: فَقَامَتْ مَرْيَمُ فِي تِلْكَ الأَيَّامِ وَذَهَبَتْ بِسُرْعَةٍ إِلَى الْجِبَالِ إِلَى مَدِينَةِ يَهُوذَا، وَدَخَلَتْ بَيْتَ زَكَرِيَّا وَسَلَّمَتْ عَلَى أَلِيصَابَاتَ. فَلَمَّا سَمِعَتْ أَلِيصَابَاتُ سَلاَمَ مَرْيَمَ ارْتَكَضَ الْجَنِينُ فِي بَطْنِهَا، وَامْتَلأَتْ أَلِيصَابَاتُ مِنَ الرُّوحِ الْقُدُسِ،لوقا 39:1-41] اكتسبت الآيات السابقة أهمية خاصة في المسيحية وفي كتابات آباء الكنيسة فهي تشير إلى إكرام خاص للعذراء وتشير أيضًا اللقاء الأول بين يسوع و‌يوحنا المعمدان وكلاهما في الحشا. ثمّ: فَلَمَّا سَمِعَتْ أَلِيصَابَاتُ سَلاَمَ مَرْيَمَ ارْتَكَضَ الْجَنِينُ فِي بَطْنِهَا، وَامْتَلأَتْ أَلِيصَابَاتُ مِنَ الرُّوحِ الْقُدُسِ، وَصَرَخَتْ بِصَوْتٍ عَظِيمٍ وَقَالَتْ: «مُبَارَكَةٌ أَنْتِ فِي النِّسَاءِ وَمُبَارَكَةٌ هِيَ ثَمَرَةُ بَطْنِكِ!لوقا 41:1-42] وقد أخذت الكنيسة عبارة أليصابات هذه مع عبارة الملاك جبرائيل لدى البشارة لتكوين الصلاة الأشهر للعذراء في المسيحية وهي السلام الملائكي، وتابعت أليصابات: فَمِنْ أَيْنَ لِي هذَا أَنْ تَأْتِيَ أُمُّ رَبِّي إِلَيَّ؟ فَهُوَذَا حِينَ صَارَ صَوْتُ سَلاَمِكِ فِي أُذُنَيَّ ارْتَكَضَ الْجَنِينُ بِابْتِهَاجٍ فِي بَطْنِي.لوقا 43:1-44] غير أن المعترضين من الطوائف البروتستانتية رؤوا في الأصل اليوناني للكلمة بعدم استخدام أليصابات مصطلح يهوه وإنما مصطلح الرب إشارة لعدم شرعية اللقب، بجميع الأحوال فإن مختلف المواقف والتفاسير تتفق أن الآيات تحوي إكرامًا خاصًا لمريم العذراء: فَطُوبَى لِلَّتِي آمَنَتْ أَنْ يَتِمَّ مَا قِيلَ لَهَا مِنْ قِبَلِ الرَّبِّ».لوقا 45:1]
ينتقل لوقا حينه لذكر نشيد مريم الذي أنشدته خلال زيارتها لأليصابات وهو يتشابه مع المواضيع العامة للعهد القديم: فَقَالَتْ مَرْيَمُ: «تُعَظِّمُ نَفْسِي الرَّبَّ، وَتَبْتَهِجُ رُوحِي بِاللهِ مُخَلِّصِي، لأَنَّهُ نَظَرَ إِلَى اتِّضَاعِ أَمَتِهِ. فَهُوَذَا مُنْذُ الآنَ جَمِيعُ الأَجْيَالِ تُطَوِّبُنِي، لأَنَّ الْقَدِيرَ صَنَعَ بِي عَظَائِمَ، وَاسْمُهُ قُدُّوسٌ، وَرَحْمَتُهُ إِلَى جِيلِ الأَجْيَالِ لِلَّذِينَ يَتَّقُونَهُ. صَنَعَ قُوَّةً بِذِرَاعِهِ. شَتَّتَ الْمُسْتَكْبِرِينَ بِفِكْرِ قُلُوبِهِمْ. أَنْزَلَ الأَعِزَّاءَ عَنِ الْكَرَاسِيِّ وَرَفَعَ الْمُتَّضِعِينَ. أَشْبَعَ الْجِيَاعَ خَيْرَاتٍ وَصَرَفَ الأَغْنِيَاءَ فَارِغِينَ. عَضَدَ إِسْرَائِيلَ فَتَاهُ لِيَذْكُرَ رَحْمَةً، كَمَا كَلَّمَ آبَاءَنَا. لإِبْراهِيمَ وَنَسْلِهِ إِلَى الأَبَدِ».لوقا 46:1-55] وبختام النشيد، يختم إنجيل لوقا زيارة العذراء: فَمَكَثَتْ مَرْيَمُ عِنْدَهَا نَحْوَ ثَلاَثَةِ أَشْهُرٍ، ثُمَّ رَجَعَتْ إِلَى بَيْتِهَا.لوقا 56:1] والراجح أن مريم مكثت في بيت زكريا إلى أن وضعت أليصابات ولدها، لكن لوقا أراد أن يختم موضوع سفر مريم قبل أن ينتقل إلى موضوع آخر أي مولد يوحنا المعمدان وتسميته وختانه، أما في خصوص وقت الزيارة الطويل فهذا يعود: لصعوبة الانتقالات والمواصلات فضلاً عن ندرتها حينها، كانت الزيارات لفترات طويلة أمرًا عاديًا، ولا بدّ أن مريم كانت عونًا كبيرًا لأليصابات التي كانت تحتمل عناء حملها الأول وهي في سن متقدمة.